# فنیل‌پروپیولیک اسید
فنیل‌پروپیولیک اسید (به انگلیسی: Phenylpropiolic acid) با فرمول شیمیایی C۹H۶O۲ یک ترکیب شیمیایی با شناسه پاب‌کم ۶۹۴۷۵ است. که جرم مولی آن ۱۴۶٫۱۴ g/mol می‌باشد. 